# 普林斯頓 (蒙大拿州)
普林斯頓（英語：Princeton）是位於美國蒙大拿州格拉尼特縣的非建制地區。

## 歷史
普林斯頓的郵局於1884年設立，1886年關閉後又於1892年重啟，最終於1918年停運。

## 地理
普林斯頓所處的海拔為高於海平面1641米（即5384英呎），而該地所採用的時區為UTC-7，即北美山地時區（MST）。同時該地設有夏令時間，為UTC-7調快一小時，即UTC-6（MDT）。